# New Boston, Ohio
New Boston là một làng thuộc quận Scioto, tiểu bang Ohio, Hoa Kỳ. Năm 2010, dân số của làng này là 2272 người.

## Dân số
- Dân số năm 2000: 2340 người.
- Dân số năm 2010: 2272 người.